# Kamal-ol-Molk

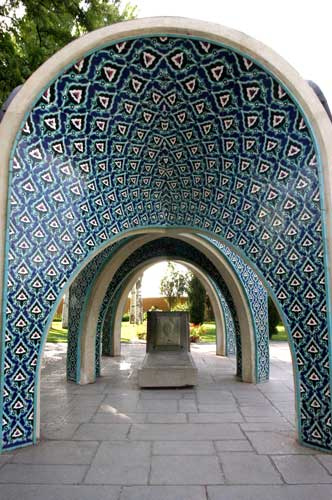
Tombeau de Kamal-ol-Molk à Nichapour.

Kamal-ol-Molk (en persan : کمال الملک), de son vrai nom Mirza Muhammad Ghaffari (aussi Kamal-al-Molk), né en 1848 et mort le 18 août 1940, est un des plus grands peintres iraniens. 

## Biographie
Kamal-ol-Molk est né le 29 septembre 1848, à Kachan dans l'Empire kadjar, dans une famille d'artistes. Son père, Mirza Bozorg Ghafari Kachani, était le fondateur de la première école de peinture en Iran. Son oncle Sani ol molk était un des plus grands peintres d'aquarelle d'Iran. Il fait ses études à l'école Dar-ol Fonoun de Téhéran. Il est si brillant qu'à 18 ans, il est remarqué par Nasseredin Shah lors d'une visite à l'école et devient le peintre officiel de sa cour.
En 1896,  le nouveau chah, Mozaffaredin Shah,  l'envoie en Europe pour se perfectionner durant deux ans. Il étudie au Louvre, à Florence, à Vienne et à Versailles et réalise des copies d'œuvres de grands peintres tels que Rembrandt ou Le Titien. En réalisant durant cette période ses premiers autoportraits (le dernier, daté de 1925, est aujourd'hui au Musée d'art islamique de Doha), il initie une tradition qui sera reprise par les artistes iraniens. 
Sa première œuvre signée de son titre, Kamal-ol-molk, est la Galerie des miroirs. C'est un chef-d'œuvre unique dans son genre rompant avec les œuvres existant à l'époque. Les jeux de lumière et le chah au centre de la pièce reflétés dans des miroirs évoquent le génie de l'artiste.  
En 1906, il devient franc-maçon dans la première loge iranienne, le Réveil de l'Iran affiliée au Grand-Orient de France. Dès la mort de Mozaffareddin Shah en 1907, le mécénat en faveur  de la peinture officielle, en cours depuis l'arrivée des Safavides,  prend fin. À cette époque, Kamal-ol-Molk produit davantage de scènes urbaines et de scènes de la vie quotidienne. Cette inflexion aura une influence sur  le développement ultérieur de ce genre de peinture en Iran.
En 1911, il crée et dirige à Téhéran, sa propre école des Beaux-arts. Cette école, située dans les Jardins de Negarestan, est depuis 2013 un musée où sont exposées des œuvres de Kamal-ol-Molk et de ses élèves. L'école enseignait la peinture mais aussi le tissage de tapis et les techniques d'imprimerie lithographique. Cependant, à la suite de désaccords avec le Ministre de l'éducation, il démissionne de son poste à l'Ecole en 1928 et se retire à Nishapur où il restera jusqu'à la fin de sa vie, en solitaire et empreint d'une grande mélancolie. 
Il est mort en 1940 et enterré à Nishapur à côté d'une grande figure emblématique du soufisme, le poète Attar Neishaburi.
Une centaine de ses œuvres existeraient encore. En dehors des peintures exposées dans le musée du Jardin de Negarestan, une galerie au palais du Golestan, où il a exécuté plusieurs de ses travaux, expose quelques-unes de ses œuvres.

## Galerie

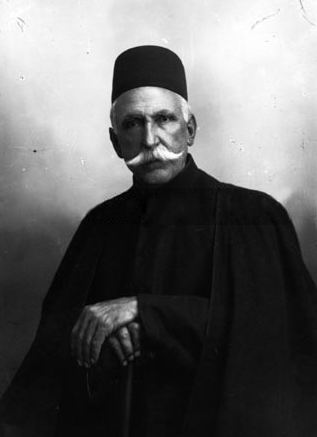
Kamal-ol-molk, photo d'Antoine Sevruguin
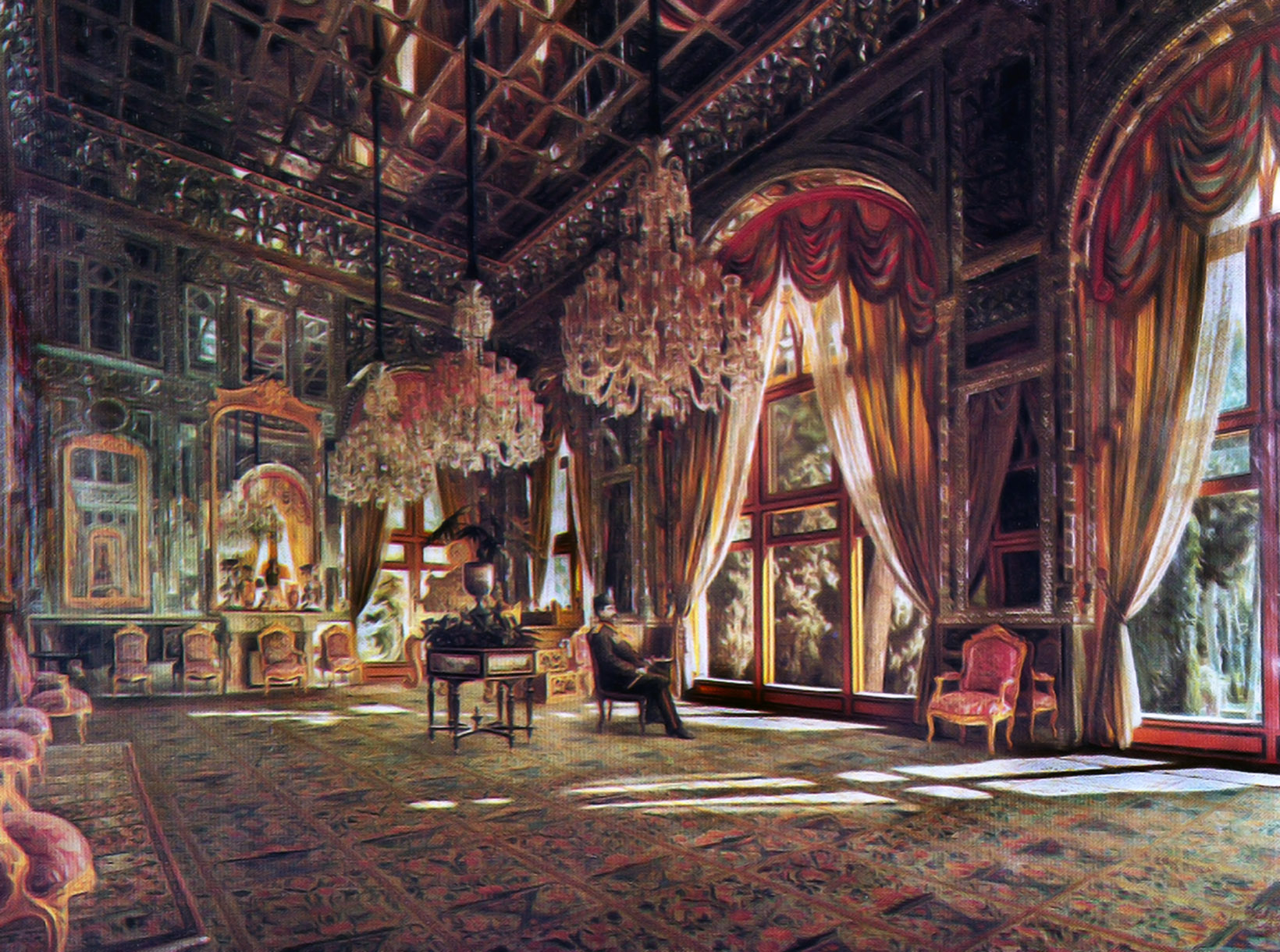
Galerie des miroirs, mettant en scène Nasseredin Shah, Palais du Golestan.
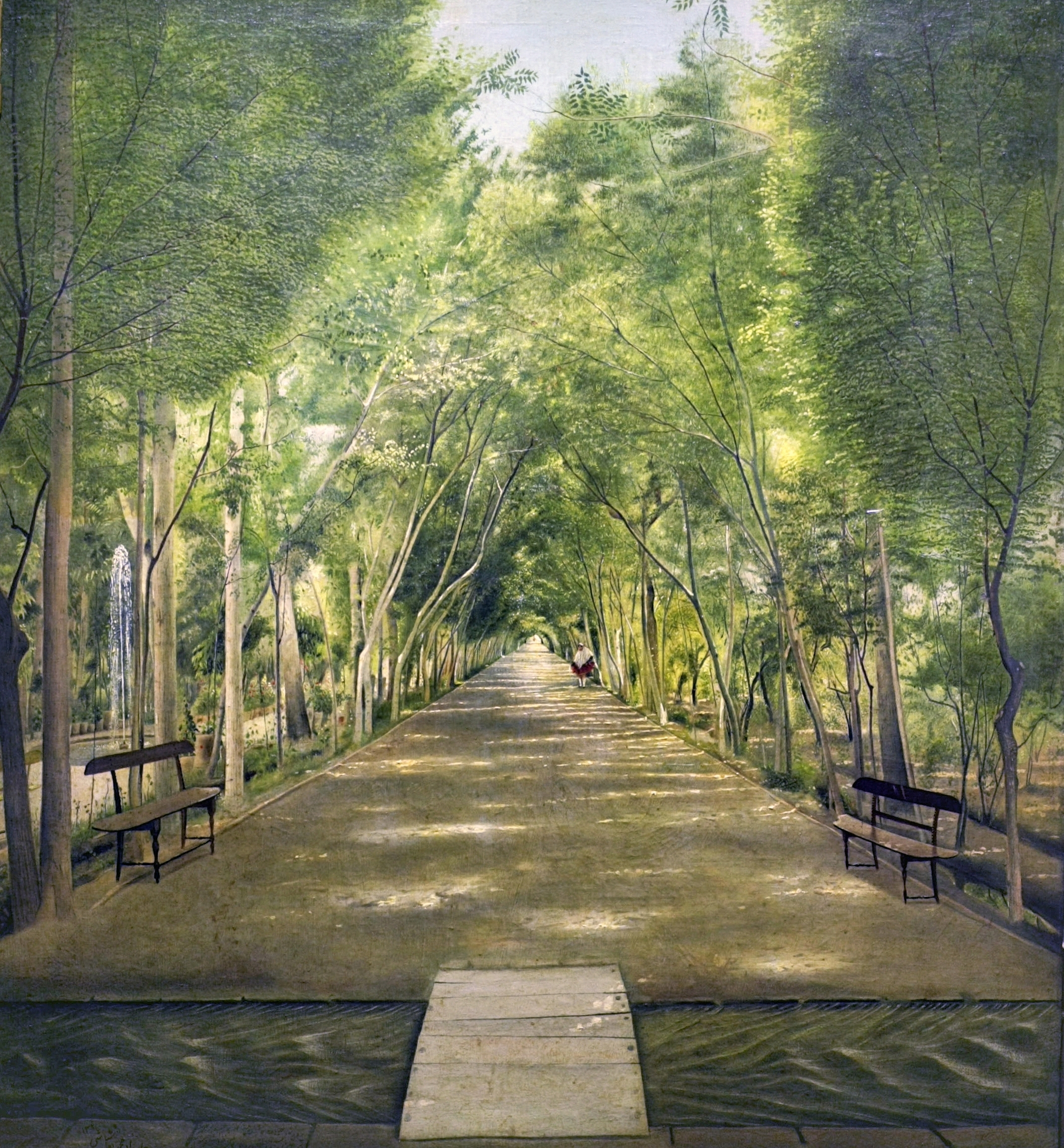
Dushan Tappe, quartier de Téhéran.
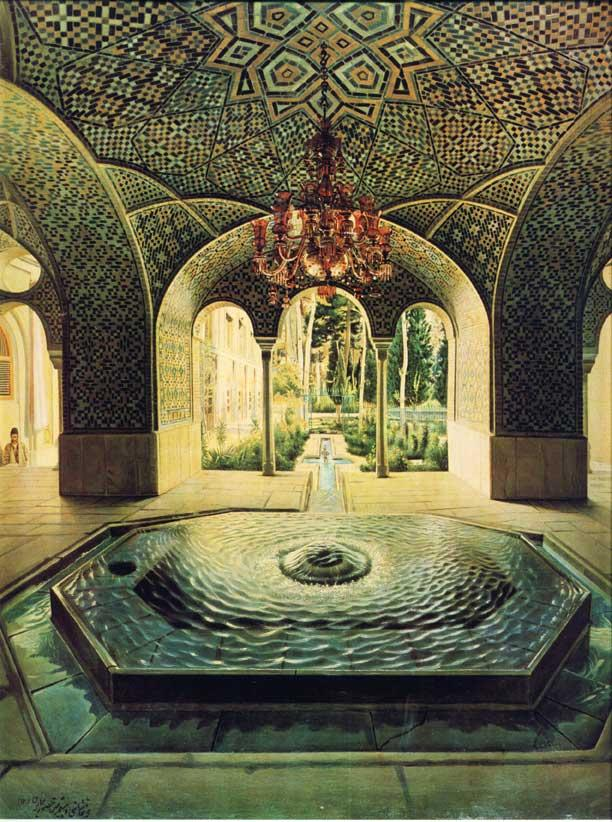
Pavillon avec un bassin au palais du Golestan.
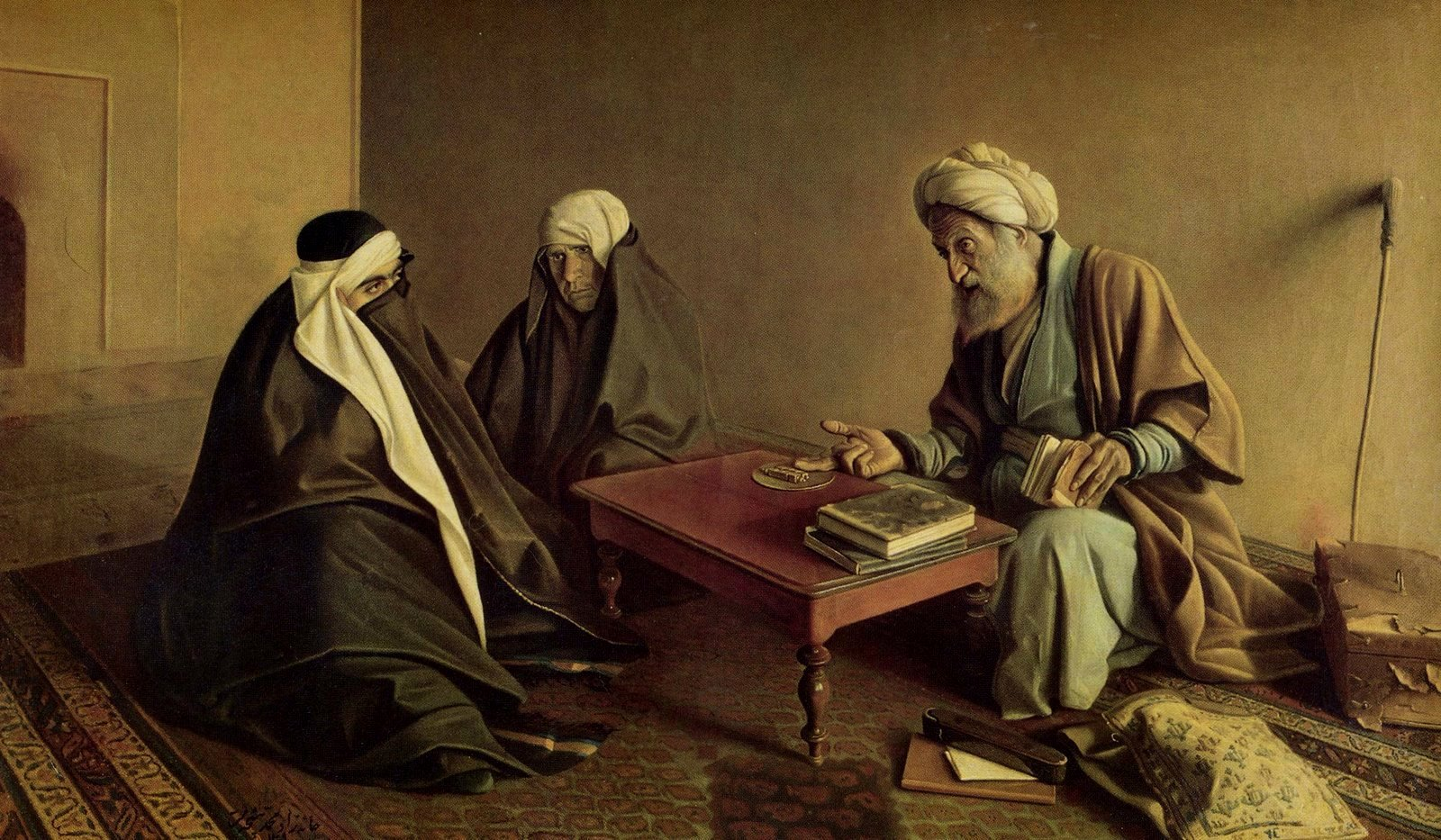
Le Devin (1892), musée de Sadabad de Téhéran
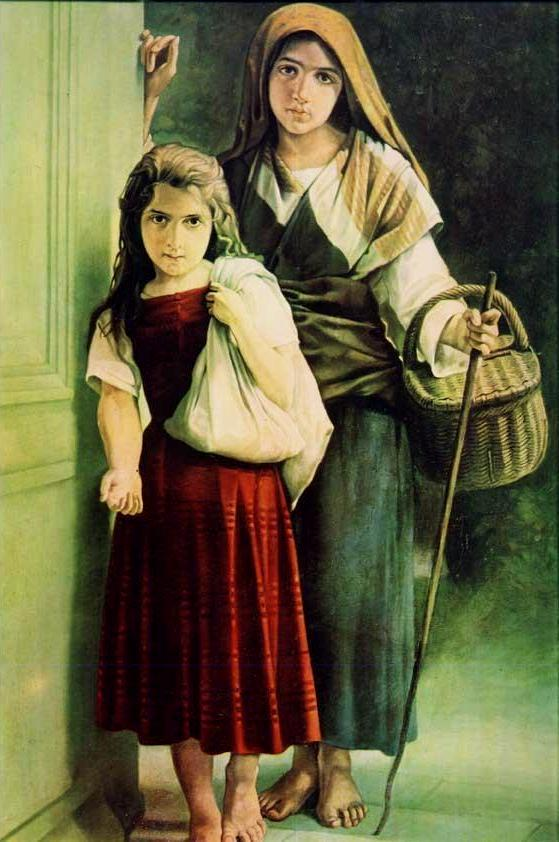
Deux petites mendiantes (1889) par Kamal-ol-molk
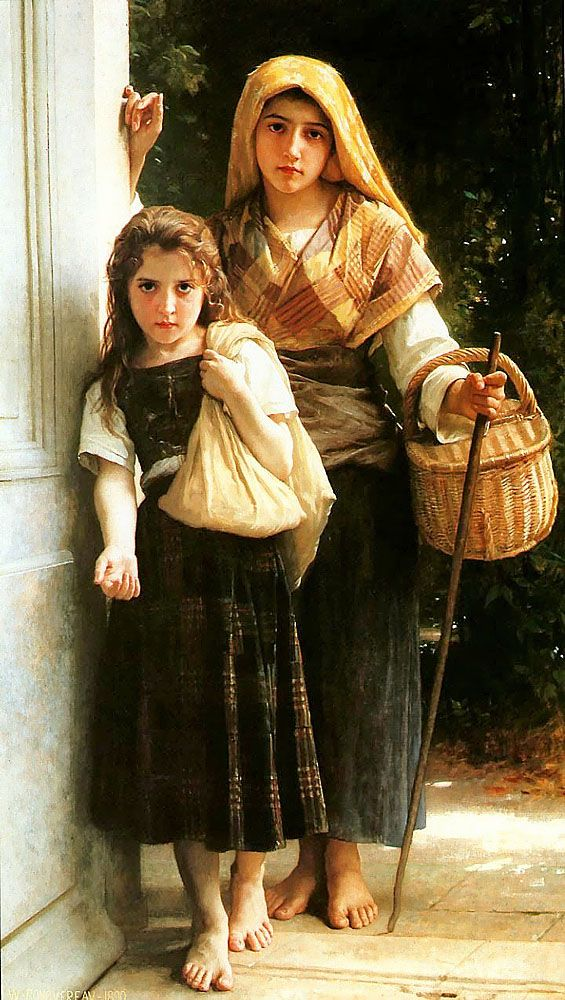
Petites Mendiantes (1880) par William-Adolphe Bouguereau